# Резерфордин
Резерфордин — мінерал, що містить майже чистий уранілкарбонат (UO2CO3). Він кристалізується в орторомбічній системі у вигляді напівпрозорих ґратчастих, витягнутих, зазвичай променистих, волокнистих і порошкоподібних, від земляних до дуже дрібнозернистих щільних мас. Він має відносну густину 5,7 і демонструє два напрямки розщеплення. Мінерал проявляється як коричневі, коричнево-жовті, білі, світло-коричневі, помаранчеві або світло-жовті флуоресцентні нальоти. Він також відомий як дидерихит.
Вперше його було описано в 1906 році в регіоні Морогоро в Танзанії. Названо на честь британського фізика Ернеста Резерфорда. Знахідки зафіксовані також в Демократичній Республіці Конго, на Північній території Австралії та в багатьох місцях по всьому світу.
Резерфордин зустрічається як вторинний мінерал, продукт вивітрювання уранініту. На додаток до уранініту він пов'язаний з рідкісними мінералами бекерелітом, масюїтом, скупітом, казолітом, кюритом, болтвудитом, вандендрисшеїтом, бійєтитом, метаторбернітом, фурмар'єритом, студтитом і склодовськітом. Він утворюється при кислотному або нейтральному рН і є єдиним відомим мінералом, який містить лише ураніл і карбонат.